# Höljeryd
Höljeryd är en by i Långaryds socken, Hylte kommun.
Höljeryd ligger vid Strömhultaån norr om Holmsjön. Här har sedan länge funnits såväl såg- som kvarnplats. Här anlades i slutet av 1700-talet ett handpappersbruk som var verksamt under närmare 100 år under olika ägare. På 1930-talet uppfördes en vattenkraftstation på dess plats. Bostadshuset vid Stora Höljeryd revs 1930, idag finns endast ladugården kvar vid gården. Huvudbyggnaden vid Lilla Höljeryd nordväst om kraftstationen, uppförd 1843, finns dock ännu bevarad.
Höljeryd är centralpunkten för Långarydssläkten, släktens anföräldrar innehade gården under slutet av 1600-talet. Byn har av Länsstyrelsen i Hallands län har klassat byn som ett riksintresse för kulturmiljövården.